# Asa (artillería)

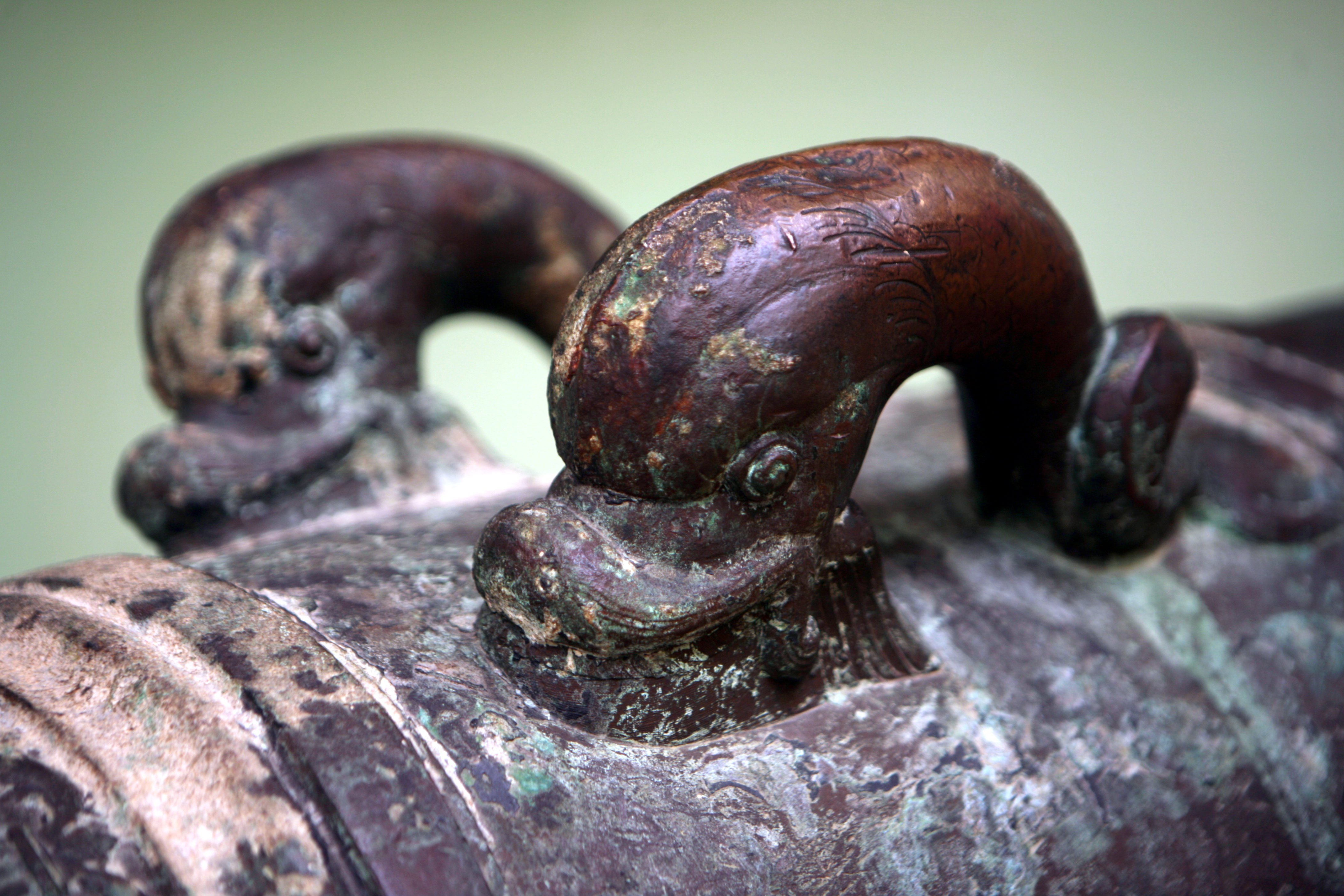
Asas de un cañón.

La palabra asa es el asidero de las antiguas piezas de artillería, especialmente las de bronce. Servían para poder montarlas y desmontarlas en las cureñas.
Estaban colocadas junto a los muñones. Los cañones tenían dos asas, en sentido longitudinal. Los morteros, solo una y transversal.